# Hassan Aman Salmeen
Hassan Aman Salmeen (* 14. November 1991) ist ein katarischer Sprinter und Hürdenläufer, der sich auf die 400-Meter-Distanz spezialisiert hat.

## Sportliche Laufbahn
Erste internationale Erfahrungen sammelte Hassan Aman Salmeen im Jahr 2007, als er bei den Jugendweltmeisterschaften in Ostrava mit der katarischen Sprintstaffel (1000 Meter) im Vorlauf disqualifiziert wurde. 2011 wurde er bei den Asienmeisterschaften in Kōbe im 400-Meter-Hürdenlauf im Finale disqualifiziert und schied anschließend bei den Militärweltspielen in Rio de Janeiro mit 55,50 s im Vorlauf aus. Bei den Arabischen Meisterschaften in al-Ain belegte er in 52,59 s den siebten Platz und bei den Panarabischen Spielen in Doha erreichte er im 400-Meter-Lauf in 47,70 s Rang sechs. Zwei Jahre später wurde er bei den Arabischen Meisterschaften ebendort in 47,56 s Sechster und gewann mit der katarischen 4-mal-400-Meter-Staffel in 3:09,55 min die Silbermedaille hinter dem Team aus Saudi-Arabien. Anschließend klassierte er sich bei den Islamic Solidarity Games in Palembang in 46,69 s auf dem achten Platz über 400 Meter und schied bei den Asienmeisterschaften in Pune mit 47,24 s in der ersten Runde aus. 2015 bestritt er in al-Qatif seinen letzten Wettkampf und beendete damit seine aktive sportliche Karriere im Alter von 23 Jahren.

## Persönliche Bestzeiten
- 400 Meter: 47,24 s, 3. Juli 2013 in Pune
- 400 m Hürden: 51,38 s, 8. Juli 2011 in Kōbe